# Signal du Mont Iseran
Signal du Mont Iseran – szczyt w Alpach Graickich, części Alp Zachodnich. Leży we wschodniej Francji w regionie Owernia-Rodan-Alpy. Należy do masywu Vanoise. Szczyt można zdobyć ze schroniska Refuge de Prariond (2324m). Szczyt ten wznosi się nad dolina Val d’Isère.